# Шанел Схеперс
Шанел Схеперс (на африкаанс: Chanelle Scheepers) е професионална тенисистка от ЮАР. Тя започва своята професионална кариера през 2000 г., когато стартира с участия в турнири, организирани от Международната тенис федерация (ITF).
През 2001 г. талантливата южноафриканска тенисистка завоюва три шампионски титли от турнири на сингъл. Отличното си представяне в международните тенис-състезания, Шанел Схеперс дължи до голяма степен на треньорския дует Тони Хубер и Роджър Андерсън, които отговарят за мениджмънта и спортно-техническата подготовка на тенисистката.
В професионалната си кариера, Шанел Схеперс печели 20 титли на двойки от ITF-турнирите. Последната си титла на двойки, южноафриканката печели във Форт Уолтън Бийч заедно с шведската си партньорка Йохана Ларсон, заедно с която преодоляват съпротивата на Кристина Фузано и Кортни Нагле с резултат 2:6, 7:6, 10:7. На 12.10.2009 г. Шанел Схеперс играе първия си финал на двойки от турнир от календара на Женската тенис асоциация (WTA). В тази среща, от турнира в Осака, Шанел Схеперс и американката Абигейл Спиърс биват елиминирани от представителката на Тайван Чиа-Джун Чуан и Лиза Реймънд с резултат 2:6, 4:6.
В турнирите от Големия шлем, Шанел Схеперс регистрира достигане до четвърти кръг по време на „Ролан Гарос“ през 2010 г. В първия кръг на надпреварата, Шанел Схеперс неутрализира съпротивата на французойката Матилде Йохансон с 6:2, 6:4. Във втория кръг на турнира, южноафриканската тенисистка изненадващо отстранява аржентинката Жизела Дулко с резултат 3:6, 6:4, 6:4. В третия кръг, Шанел Схеперс сломява съпротивата и на Акгул Аманмурадова с резултат 6:3 и 6:3, преди да бъде отстранена от рускинята Елена Дементиева в четвъртата фаза на турнира.
Най-престижното си класиране на сингъл, Шанел Схеперс постига на 07.06.2010 г., когато заема 84-та позиция в световната ранглиста на женския тенис.
На 24.09.2011 г., Шанел Схеперс печели своята първа шампионска титла на сингъл от турнир, провеждащ се под егидата на Женската тенис-асоциация (WTA). Това се случва на турнира в китайския град Гуанджоу, където южноафриканската тенисистка побеждава във финалната среща Магдалена Рибарикова с резултат 6:2 и 6:2.